# 刘永好
刘永好（1951年9月—），出生于四川新津，中华人民共和国企业家，四川新希望集团（深交所：000876）董事长。他还曾担任中国民生银行副董事长、中国饲料工业协会副会长、中国乳业协会副会长等职务。以刘永好为总裁的希望集团，是中国五百家最大规模的私营企业之一，位居中国饲料工业百强第一。

## 生平
1968年，刘永好插队到成都市郊的新津县古家村。1973年，刘永好参加高考并考入第一机械工业部德阳重型机器制造学校（今四川工程职业技术学院）。1978年，刘永好中专毕业被分配到四川省机械工业管理干部学校当物理教师。1979年，刘永好与现在的妻子李巍结婚。1982年，刘永好和三个哥哥（刘永言、刘永行、刘永美）开始养鹌鹑。在向银行贷款1000元受到拒绝后，四兄弟变卖家当凑了1000元在古家村创办育新良种场。1986年，育新良种场已经年产鹌鹑15万只。同年，刘氏四兄弟使用“希望”重新命名自己的养殖场。1987年，希望饲料公司在古家村成立了希望科学技术研究所和饲料厂。1989年4月，希望饲料公司自行研发的“希望牌”乳猪全价颗粒饲料问世。
1992年，四兄弟注册成立了希望集团。刘永言为董事会主席；刘永行为董事长；刘永美为总经理；刘永好为总裁、法人代表。希望集团是中国第一个经国家工商局批准的私营企业集团。
1993年3月，刘永好当选全国政协委员，并出席了全国政协八届一次会议。1993年10月，刘永好当选为全国工商联副主席。1993年，刘永好等联合国内9位民营企业家联名动员企业家到中国西部贫困地区投资办厂，参与社会扶贫。这项倡议及其行动被称为“光彩事业”。
1995年5月15日，刘氏四兄弟明晰产权并进行资产重组，从此分开各自发展。刘永言创立大陆希望公司，刘永行成立东方希望公司，刘永美建立华西希望公司，而刘永好组建了新希望集团并任董事长。
1996年1月12日，中国民生银行（上交所：600016）在北京正式挂牌，经叔平任董事长，刘永好为副董事长。1999年，刘永好成为民生银行的第一大股东。持有19億股的股份，持股比例8.41%，H股持股比例則維持在0.29%
2013年10月，全国工商联60周年华诞之际，《中国工商》杂志、华商韬略编辑委员会、中华工商联合出版社联合发起《民营力量璀璨中国梦想——100位对民族产业贡献卓著的民营功勋企业家》荣誉报道活动，彰显民营经济及民营企业家的民族成就与国家贡献，刘永好获“对民族产业贡献卓著的民营功勋企业家”荣誉。
刘永好也是莆田系医院管理机构华夏医疗的大股东之一。
2015年7月，參股成立草根知本集团有限公司，並任公司董事局主席，建立新希望系的風險投資公司

## 财富排名
1995年，刘永言、刘永行、刘永美和刘永好四兄弟以6亿元在福布斯中國富豪榜上排名第一。2001年，刘氏兄弟在福布斯中國富豪榜和胡润中国富豪榜均排名第一。2002年至2004年，刘永好在胡润中国富豪榜连续三年排名前十名。2005年，刘永好在胡润中国富豪榜排第20名。在2005年至2007年的福布斯中國富豪榜上，刘永好分别排第6名、第11名和第12名。